# Kohier
Een kohier is een administratief stuk, dat diende ter optekening van de gegevens die aan de basis van een bepaalde belasting lagen. Zo kennen we uit Nederland bijvoorbeeld de verpondingskohieren (in Friesland floreenkohieren genoemd), waarin tussen de 17e eeuw en 19e eeuw gegevens over grondbezit in werden opgetekend ten behoeve van de betaling van grondbelasting.

## België
In België is een kohier een fiscaal document dat wordt opgesteld door de belastingadministratie ter officiële vaststelling van een belastingschuld. De fiscus creëert zelf het kohier, dat een authentieke akte en uitvoerbare titel is.